# Анатолийские языки
Анатоли́йские (хе́тто-луви́йские) языки́ — ветвь индоевропейских языков. Все языки этой группы являются мёртвыми. Их носители обитали во II—I тыс. до н. э. на территории Малой Азии и Армянского нагорья.
По данным глоттохронологии, праанатолийский язык обособился от раннего праиндоевропейского языка (именуемого также индо-анатолийским) раньше всех прочих (см. индо-хеттская гипотеза). Благодаря этому данный язык (как и его потомки) сохранил не засвидетельствованные в других ветвях архаичные черты (в частности, ларингальные согласные, наличие общего одушевлённого рода вместо мужского и женского).

## Происхождение
Анатолийские языки считаются самой ранней ветвью, отделившейся от праиндоевропейского языка на его индо-анатолийской стадии на рубеже 5-4 тысячелетий до н. э. Согласно курганной гипотезе, прародина индо-анатолийского языка располагалась в черноморско-каспийских степях, поэтому есть две возможности того, как носители праанатолийского языка могли достичь оттуда Малой Азии: через Кавказ и через Балканы. Балканский маршрут считается несколько более вероятным Мэллори (1989), Штайнером (1990), Энтони (2007) и Клукхорстом (2023). Согласно этому сценарию, с прародиной индо-анатолийского языка отождествляется хвалынская и среднестоговская культура, а с миграцией анатолийцев — культуры Суворово-Новоданиловка и Чернавода. Петра Гёдегебууре предполагает, что анатолийский язык отделился от протоиндоанатолийского языка в степи к 4500 году до н. э. и прибыл в Малую Азию примерно к 2500 году до н. э. по миграционному пути через Кавказ. Группа палеогенетиков под руководством Иосифа Лазаридиса и Дэвида Райха (2024) датирует миграцию носителей анатолийского языка через Кавказ 4400 годом до н. э., поскольку в это время произошло смешение степного населения Северного Кавказа и Нижней Волги (могильники Бережновка, Прогресс) с населением памятников типа Чайоню. Сформировавшийся в результате миграции генетический компонент прослеживается у населения Центральной Анатолии бронзового века.

## Время существования и письменные памятники
Основная масса памятников на анатолийских языках обнаружена начиная с конца XIX века археологами при раскопках архивов Хеттского царства и возникших на его территории малых государств. Учёным более раннего времени о существовании данной группы языков не было известно. Трудами чешского лингвиста Фридриха (Бедржиха) Грозного анатолийские языки были опознаны как индоевропейские, что способствовало их дешифровке.
Анатолийские личные имена жителей Арми, похожие на имена, фигурирующие в ассирийских торговых документах, впервые были засвидетельствованы в текстах из дворцовых архивов Эблы (XXIV век до н. э.) примерно на полвека раньше первых связных текстов на анатолийских языках. Это древнейшие записанные индоевропейские слова.
Для записи анатолийских языков в древнейший период использовались хеттская клинопись и лувийская иероглифика. Наиболее архаичные надписи выполнены на палайском языке (который, по некоторым оценкам, уже в XVII веке до н. э. использовался только в ритуальных целях). Более поздние надписи на лидийском, ликийском, сидетском, карийском и др. языках выполнены малоазийскими алфавитами (частично дешифрованы в XX веке).
Носители одного из анатолийских языков, родственного хеттскому, могли проживать на территории Армянского нагорья в районе озера Ван. Вероятно, в начале 1 тысячелетия до н. э. под давлением Урарту они были вытеснены на территорию Сюника и Арцаха (современного Карабаха).
Во 2-й половине 1 тысячелетия до н. э. носители анатолийских языков были покорены и ассимилированы персами и/или греками. Примерно тридцать надписей на писидийском языке датируются первыми веками нашей эры. Последним по времени исчезновения, вероятно, был исаврийский язык (надгробные надписи на котором продолжали выполняться ещё в V веке н. э.).

## Классификация
Классификация неоднократно пересматривалась в связи с новыми открытиями. А. С. Касьян и И. С. Якубович предложили следующую версию анатолийского древа, основанную на истории инноваций и сохранении архаизмов:
- Хеттская подгруппа (отделилась от общеанатолийского древа раньше прочих)
  - хеттский язык†
- Лидийская подгруппа (отделилась на втором этапе)
  - лидийский язык†
- Палайская подгруппа (отделилась на третьем этапе)
  - палайский язык†
- Лувийская подгруппа[комм. 1]
  - лувийский язык†
  - ликийский язык†
  - милийский язык† (иногда именуется «ликийский В» или «архаичный ликийский», известен по двум сохранившимся надписям)
  - карийский язык†
  - сидетский язык†
  - писидийский язык†
  - каласмийский язык[16]†

Алвин Клукхорст (2022) предложил более детализированную классификацию с предполагаемыми датировками разделения ветвей:
- праанатолийский (распался ок. XXXI века до н. э.)
  - луво-лидийский
    - луво-палайский
      - лувический (ок. XXI-XX век до н. э.)
        - протолувийский (ок. XVIII век до н. э.)
          - клинописный лувийский (XVI—XV век до н. э.)
          - иероглифический лувийский (XIII—VIII век до н. э.)

        - лико-карийский
          - карийско-милийский
            - карийский (VII—III век до н. э.)
            - милийский (V век до н. э.)

          - ликийской-сидетский
            - ликийский (V—IV век до н. э.)
            - сидетский (V—II век до н. э.)

        - писидийский (I—II век н. э.) [не классифицирован]

      - протопалайский
        - палайский язык (XVI—XV век до н. э.)

    - протолидийский
      - лидийский язык (VIII—III век до н. э.)

  - протохеттский (ок. 2100 год до н. э.)
    - хеттский язык города Каниш (ок. 1935-1710 год до н. э.)
    - хеттский язык города Хаттуса (ок. 1650-1180 год до н. э.)

## Проблема языков анатолийской периферии
Кроме указанных выше, надписями не засвидетельствованы, известны по глоссам и другим косвенным свидетельствам:
- каппадокийский, катаонский, киликийский, ликаонский, вифинский, пафлагонский, понтийский[17], исаврийский.

Принадлежность этих языков к анатолийским является спорной; часть исследователей (в частности, Р. А. Браун, В. Г. Ардзинба) рассматривали их как доиндоевропейские (условно «долувийский субстрат»); некоторые рассматриваются как предположительно родственные фригийскому.
Также спорно отнесение к анатолийским языкам следующих:
- троянский язык (известен по немногочисленным именам и косвенным свидетельствам)
- филистимский язык (известен по фрагментарным надписям, глоссам и именам, часть которых имеют параллели в анатолийских языках).

## Характеристика

### Фонология
Фонология анатолийских языков сохраняет различия, утраченные в родственных им ветвях индоевропейских языков. Известно, что анатолийские языки сохраняют праиндоевропейские ларингалы в таких словах, как хетт. ḫāran- (ср. др.-греч. ὄρνῑς, лит. eręlis, др.-сканд. ǫrn, пра-и.е. *h₃éron-) и ликийское 𐊜𐊒𐊄𐊀 χuga (ср. лат. avus, прусск. awis, архаичное ирландское ᚐᚃᚔ (avi), пра-и.е. *h₂éwh₂s). Три ряда дорсальных согласных праиндоевропейского языка также остались различными в праанатолийском и имеют разные рефлексы в лувийском, где *kʷ > ku-, *k > k- и *ḱ > z-. Трехстороннее различие в праиндоевропейских смычках (*p, *b, *bʰ) сжалось в различие fortis-lenis в праанатолийском, традиционно записываемом как /p/ против /b/. В хеттской и лувийской клинописи смычки lenis записывались как одиночные глухие согласные, в то время как fortis-смычки записывались как удвоенные глухие, что указывает на удвоенное произношение. К первому тысячелетию согласные lenis, по-видимому, были спирантизированы в лидийском, ликийском и карийском языках.
Праанатолийский гортанный согласный *H, скопированный с остановками в фортификации и лениции, выглядит как удвоенный -ḫḫ- или простой -ḫ- в клинописи. Рефлексы *H в хеттском интерпретируются как фарингальные фрикативные, а в лувийском — как увулярные фрикативные, основанные на заимствованиях из угаритского и египетского языков, а также эффектах окрашивания гласных. Гортанные были утрачены в лидийском, но стали ликийскими 𐊐 (χ) и карийскими 𐊼 (k), оба произносятся как [k], а также лабиовелярными — ликийским 𐊌 (q), карийским 𐊴 (q) — при лабиализации. Предложения по их реализации в праанатолийском включают фарингальные фрикативные, увулярные фрикативные или увулярные смычные.

### Глагол
Анатолийская морфология значительно проще, чем у других ранних индоевропейских языков. Глагольная система различает только два времени (настоящее-будущее и прошедшее), два залога (активный и медиопассивный) и два наклонения (изъявительное и повелительное), не имея сослагательного и желательного наклонений, которые можно найти в других древних ИЕ языках, таких как тохарский, санскрит и древнегреческий. Анатолийские глаголы также обычно делятся на два спряжения: спряжение mi и спряжение ḫi, названное так по их суффиксу первого лица единственного числа настоящего изъявительного наклонения в хеттском. В то время как спряжение mi имеет явные родственные связи за пределами Анатолии, спряжение ḫi является отличительным и, по-видимому, произошло от удвоенной или интенсивной формы в ПИЕ
.

### Род
Анатолийская система рода основана на двух классах: одушевлённом и неодушевлённом (также называемом общим и средним). Праанатолийский язык почти наверняка не унаследовал отдельный женский класс согласования от ПИЕ. Двухродовая система была описана как слияние мужского и женского рода после фонетического слияния протоиндоевропейских основ a с основами o. Однако открытие группы унаследованных существительных с суффиксом *-eh₂ в ликийском и, следовательно, праанатолийском языке вызвало сомнения относительно существования женского рода в ПИЕ. Женский род, обычно помеченный -ā в неанатолийских индоевропейских языках, может быть связан с деривационным суффиксом *-h₂, засвидетельствованным для абстрактных существительных и коллективов в анатолийском языке. Суффикс принадлежности *-ih₂ встречается редко в анатолийском, но полностью продуктивен как женский маркер в тохарском. Это говорит о том, что анатолийская система рода является исходной для ИЕ, в то время как классификация женского-мужского-среднего рода в тохарских + основных ИЕ языках могла возникнуть после разделения по половому признаку в классе тематических существительных, чтобы обеспечить более точное отслеживание ссылок для мужчин и женщин.

### Падеж
Праанатолийский язык сохранил именную падежную систему праиндоевропейского языка, включая звательный, именительный, винительный, творительный, дательный, родительный и местный падежи, а также ввел дополнительный аллатив. Существительные различают единственное и множественное число, а также собирательное множественное число для неодушевлённых в древнехеттском и остаточные формы двойственного числа для естественных пар. Анатолийская ветвь также имеет раздельно-эргативную систему, основанную на роде, с неодушевлёнными существительными, маркированными в эргативном падеже, когда субъект переходного глагола. Это может быть ареальным влиянием соседних неиндоевропейских эргативных языков, таких как хурритский.

### Синтаксис
Основной порядок слов в предложении — субъект-объект-глагол (SOV), за исключением ликийского, где глаголы обычно предшествуют объектам. Частицы, стоящие в начале предложения, являются яркой особенностью анатолийского синтаксиса; в данном предложении соединительный союз или первое ударное слово обычно содержат цепочку клитик в позиции Ваккернагеля. Энклитические местоимения, маркеры дискурса, союзы и локальные или модальные частицы появляются в строго упорядоченных слотах. Слова, стоящие перед цепочкой частиц, являются тематическими.